# Rivière aux Saumons (rivière Massawippi)
Pour les articles homonymes, voir Saumon (homonymie) et Rivière aux Saumons.
La rivière aux Saumons est un tributaire de la rivière Massawippi laquelle se déverse dans la rivière Saint-François soit un sous-affluent du Fleuve Saint-Laurent. Elle coule dans le territoire des municipalités de Sainte-Edwidge-de-Clifton, Martinville, Compton, de Cookshire-Eaton, de Lennoxville, de Sherbrooke, dans la région administrative de Estrie, dans la province de Québec, au Canada.
La sylviculture et l'agriculture constituent les principales activités économiques de cette vallée.
La surface de la rivière aux Saumons est habituellement gelée de la mi-décembre à la mi-mars, sauf les zones de rapides; toutefois la circulation sécuritaire sur la glace se fait généralement de la fin-décembre au début de mars.

## Géographie
Les principaux bassins versants de la "rivière aux Saumons" sont:
- côté nord: rivière Massawippi;
- côté est:
- côté sud: rivière Moe, rivière Coaticook;
- côté ouest:

La "rivière aux Saumons" prend sa source au lac Lindsay (longueur : 2,3 km ; altitude : 373 m), dans le secteur de Charrington, dans la municipalité de Coaticook. Ce lac reçoit les eaux du ruisseau Madore (venant du nord) et du ruisseau Moreau (venant du nord-est). À partir de sa source, le cours de la rivière aux Saumons descend sur 70,6 km, avec une dénivellation de 228 m.
Cours supérieur de la rivière (segment de 39,3 km)
À partir du lac Lindsay, la "rivière aux Saumons" coule sur:
- 10,2 km vers l'ouest, jusqu'à la limite de la municipalité de Sainte-Edwidge-de-Clifton;
- 5,6 km vers l'ouest, jusqu'au pont de la route 251;
- 3,5 km vers le nord-ouest, jusqu'à la confluence du ruisseau des Bobines;
- 2,6 km vers le nord-ouest, jusqu'au pont de Gosselin-Mills;
- 9,1 km vers le nord-ouest, jusqu'à la limite de la municipalité de Martinville;
- 8,3 km vers le nord, jusqu'au pont de la route 208, situé du côté ouest du village de Martinville.

Cours inférieur de la rivière (segment de 31,3 km)
À partir du pont du village de Martinville, la "rivière aux Saumons" coule sur:
- 3,8 km vers le nord-ouest, jusqu'au pont de la route 251;
- 5,6 km vers le nord-ouest, jusqu'au pont routier situé à la limite des municipalités de Compton et de Cookshire-Eaton;
- 3,7 km vers le nord, jusqu'au pont d'une route située au sud-ouest du village de Cookshire-Eaton (secteur : Johnville);
- 9,6 km vers l'ouest, jusqu'à la confluence de la rivière Moe;
- 5,7 km vers le nord-ouest jusqu'au pont du hameau de Huntingville;
- 2,9 km vers le nord, jusqu'à son embouchure[2].

L'embouchure de la "rivière aux Saumons" se déverse sur la rive sud-est de la rivière Massawippi. L'embouchure est situé au sud de Lennoxville, à 2,9 km en amont de l'embouchure de la rivière Massawippi.

## Toponymie
Le toponyme « Rivière aux Saumons » a été officialisé le 6 octobre 1983 à la Commission de toponymie du Québec.